# Loxostege graeseri
Loxostege graeseri is een vlinder uit de familie van de grasmotten (Crambidae), uit de onderfamilie van de Pyraustinae. De wetenschappelijke naam van deze soort is voor het eerst voorgesteld als Botys graeseri door Otto Staudinger in een publicatie uit 1892.
De soort komt voor in het Russische Verre Oosten.